# 聖アガタ (スルバラン)
『聖アガタ』（せいアガタ、仏: Sainte Agathe、英: Saint Agatha）は、17世紀スペイン・バロック期の巨匠フランシスコ・デ・スルバランが1635-1640年にキャンバス上に油彩で制作した絵画である。現在、モンペリエにあるファーブル美術館に所蔵されている。絵画はセビーリャのメルセー・カルサーダ (Merced Calzada) 修道院に由来するが、ナポレオン戦争中にニコラ＝ジャン・ド・デュ・スールト将軍により略奪され、将軍の死後の1852年の競売でモンペリエ市が1,540フランでで購入した。なお、同美術館は、この競売で同じくスルバランの手になる『大天使ガブリエル』も得ている。

## 作品
トリエント公会議の後、パレオッティ枢機卿は、画家たちにシチリアのアガタを含む7人の聖女を描くように命じた。聖アガタについては、ヤコブス・デ・ウォラギネの『黄金伝説 (聖人伝)』に最もよく知られた逸話が記されている。シチリアの知事クインタヌス (Quintanus) は、幼い時からキリスト教徒であった聖アガタに求婚したが、異教徒であったために拒否された。古代ローマの法律では処女の娘を殺すことは禁じられていたため、クインタヌスは彼女を売春宿へ送る。それでも彼女は奇跡的に処女性を保持したので、クインタヌスは彼女の乳房を切断し、彼女を投獄した。しかし、聖ペトロが現われ、彼女の傷を治癒したという。
対抗宗教改革時代の偉大な聖女である聖アガタは、スペインで早くから称賛された。しかし、彼女の試練の性質のために、スペイン黄金世紀の絵画にはほとんど登場しない。それでも、慈悲の聖母騎士団とホスピタラー (病院や宿泊施設の運営を担当した) 修道院は彼女の図像を求めた。聖アガタは看護師の守護聖人、授乳の補助者であり、最も弱く、最も貧しい人々に援助を与える存在である。乳房は彼女のアトリビュート (人物を特定する事物) となっている。 
ポール・ヴァレリーは本作を称賛した。14世紀のフランスの聖母子像のように腰をくねらせた若い娘は鑑賞者の方に顔を向け、簡素ながらも尊厳のある仕草で皿の上に載せた乳房を控えめに提示している。光と影による造形なしに、そのコントストを示す本作は、スルバランのテネブリスム時代の作品であろう。